# Fox-Amphoux
Fox-Amphoux település Franciaországban, Var megyében. Lakosainak száma 501 fő (2022. január 1.). Fox-Amphoux Montmeyan, Aups, Moissac-Bellevue, Pontevès, Régusse, Sillans-la-Cascade és Tavernes községekkel határos.

## Népesség
A település népességének változása:
| Lakosok száma | 496  | 475  | 467  | 459  | 460  | 458  | 471  | 486  | 501  |
|               | 2013 | 2015 | 2016 | 2017 | 2018 | 2019 | 2020 | 2021 | 2022 |